# 현대 베르나
현대 베르나(Hyundai Verna)는 현대자동차의 소형 세단이다. 차명인 베르나는 이탈리아어로 청춘, 열정을 의미한다. 현대자동차 울산1공장(울산광역시 북구 양정동)에서 생산되었다.

## 1세대(LC)

### 베르나(1999년6월~2002년7월)

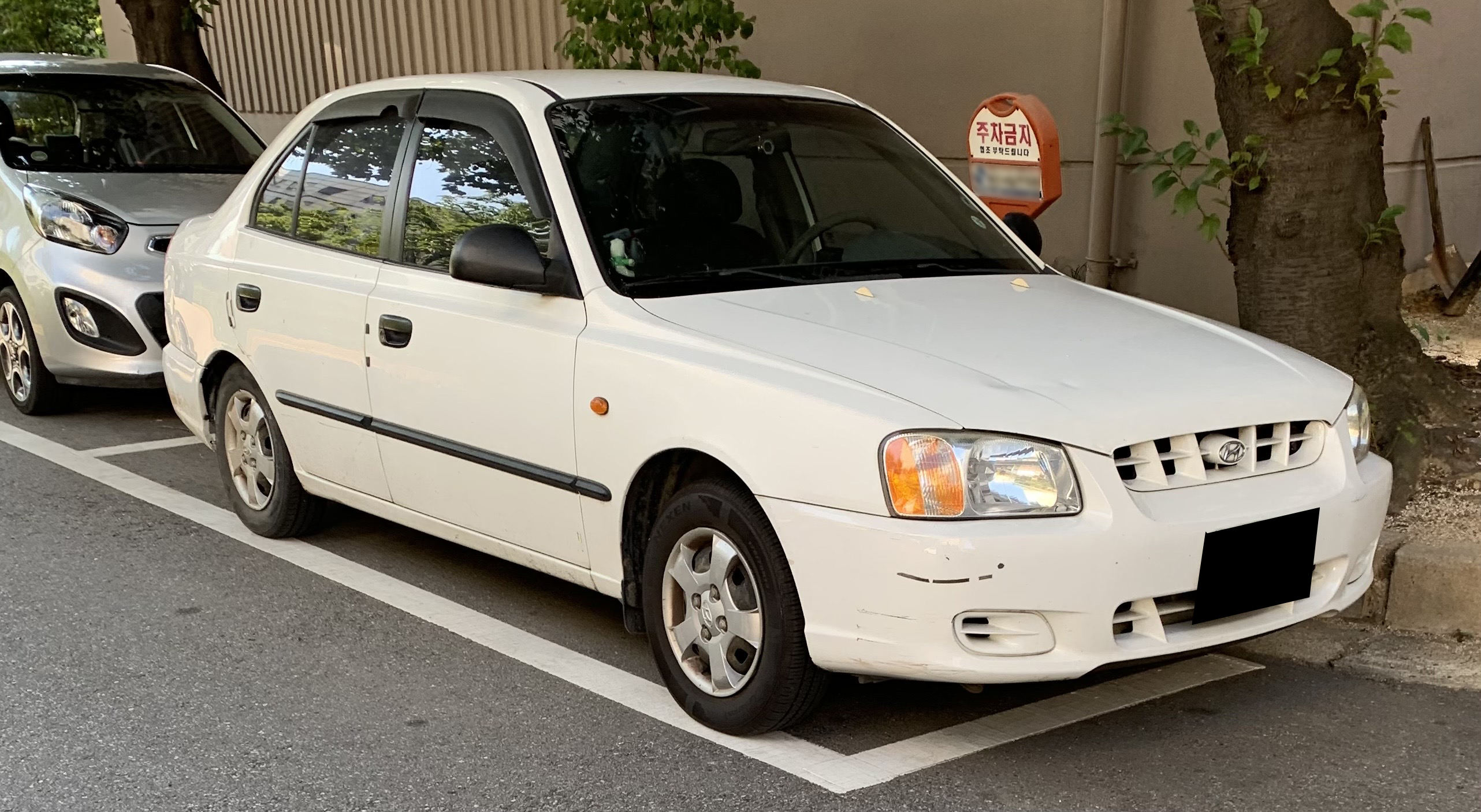
현대 베르나 (4도어) 정측면

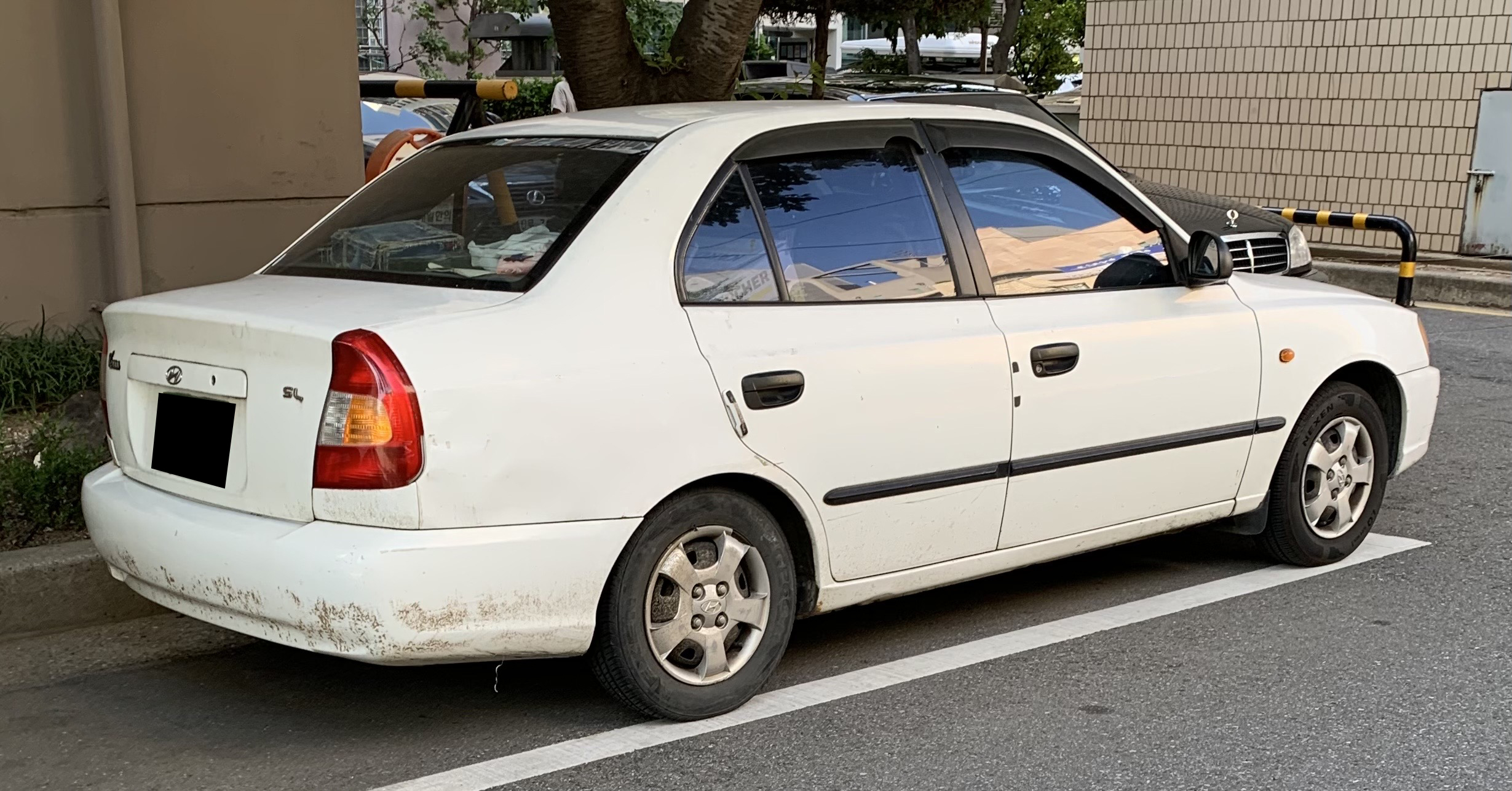
현대 베르나 (4도어) 후측면

1999년 6월 8일에 엑센트(X3)의 후속 차종으로 선보여 6월 9일부터 판매에 들어갔다. 대한민국을 제외한 대부분의 국가에서는 여전히 엑센트라는 차명으로 판매되었다. 세단 트림의 리어램프는 뉴 엑셀(X2) 세단 트림, 엘란트라(J), 쏘나타Ⅲ(Y3) 등과 형상이 동일하다. 기존 엑센트(X3)가 20대에서 30대를 타겟으로 한 것과 달리, 베르나는 20대에서 40대까지의 넓은 고객층을 타겟으로 개발되었기 때문에 보수적인 디자인이 되었다. 베르나를 수출 전략의 한 일환으로 활용하기 위해 2000년에 월드 랠리 챔피언십에 출전시켜 2002년에 열린 제 14회전에서 4위에 올랐다. 같은 해 7월 16일에는 5도어 테라스 해치백인 베르나 센스가 출시되었고, 9월 7일에는 3도어 테라스 해치백인 베르나 스포티가 출시되었다. 수출은 세단이 2000년 5월에, 해치백은 같은 해 12월에 되었다.

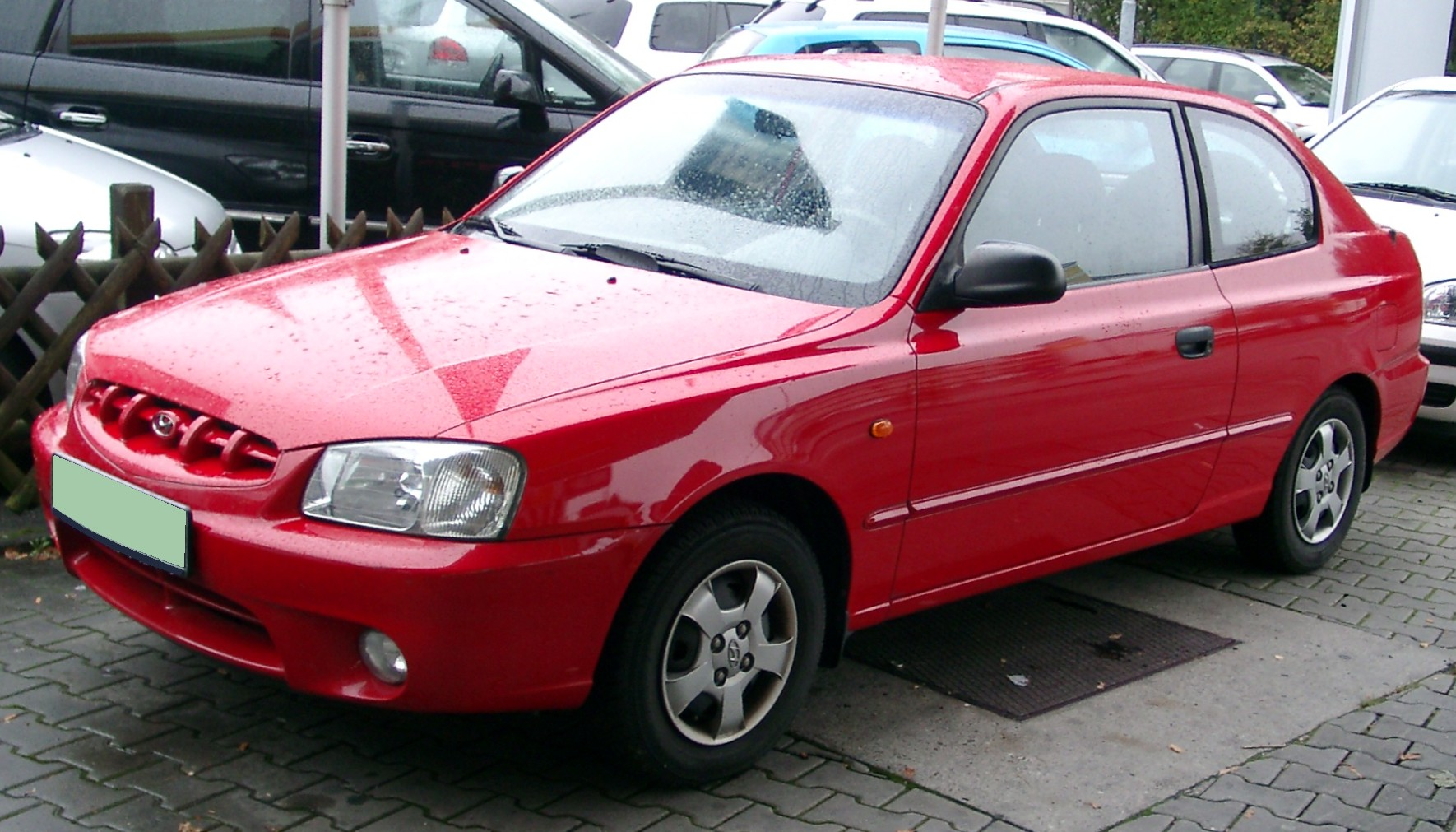
현대 베르나 스포티 (3도어) 정측면
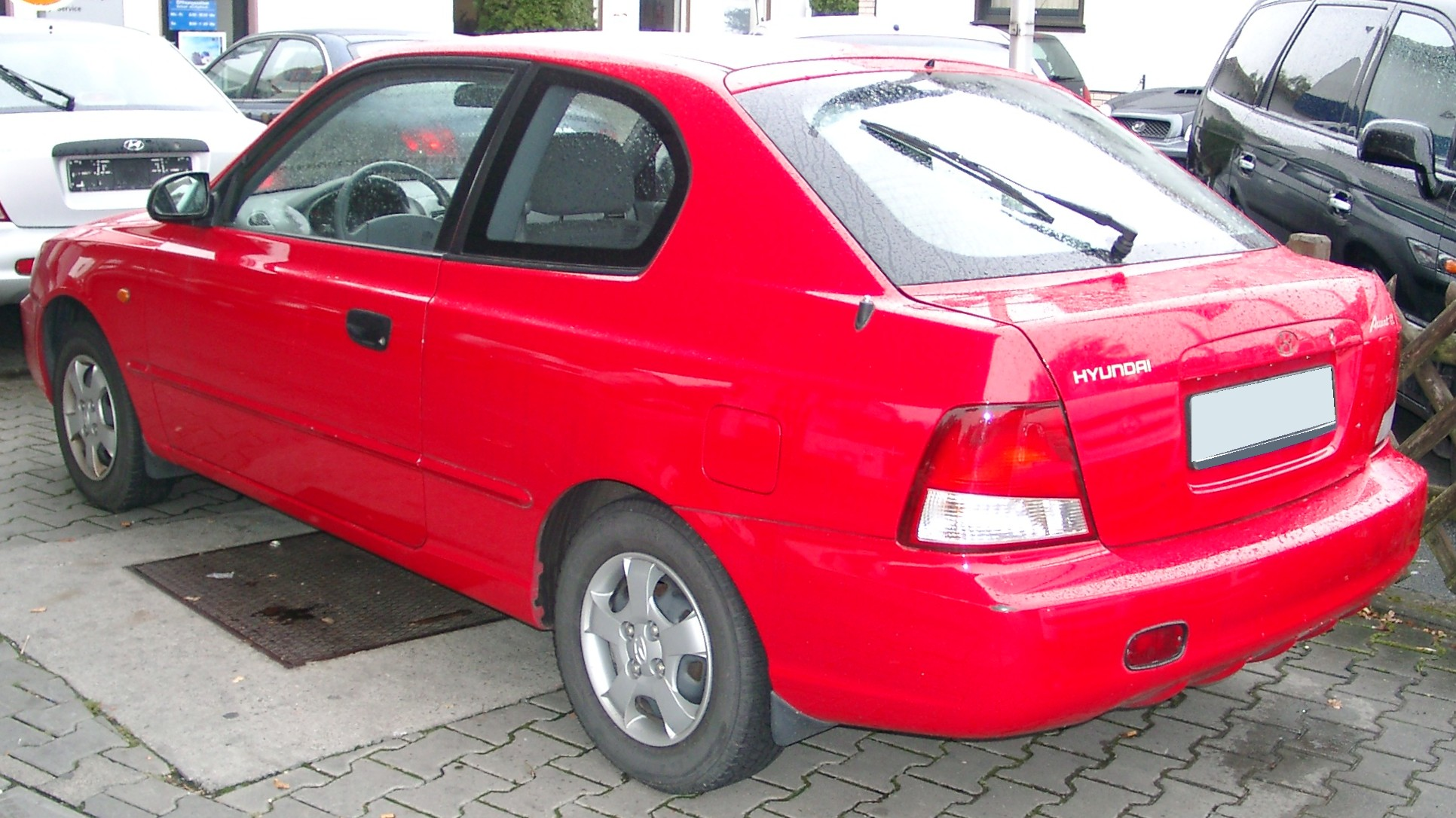
현대 베르나 스포티 (3도어) 후측면
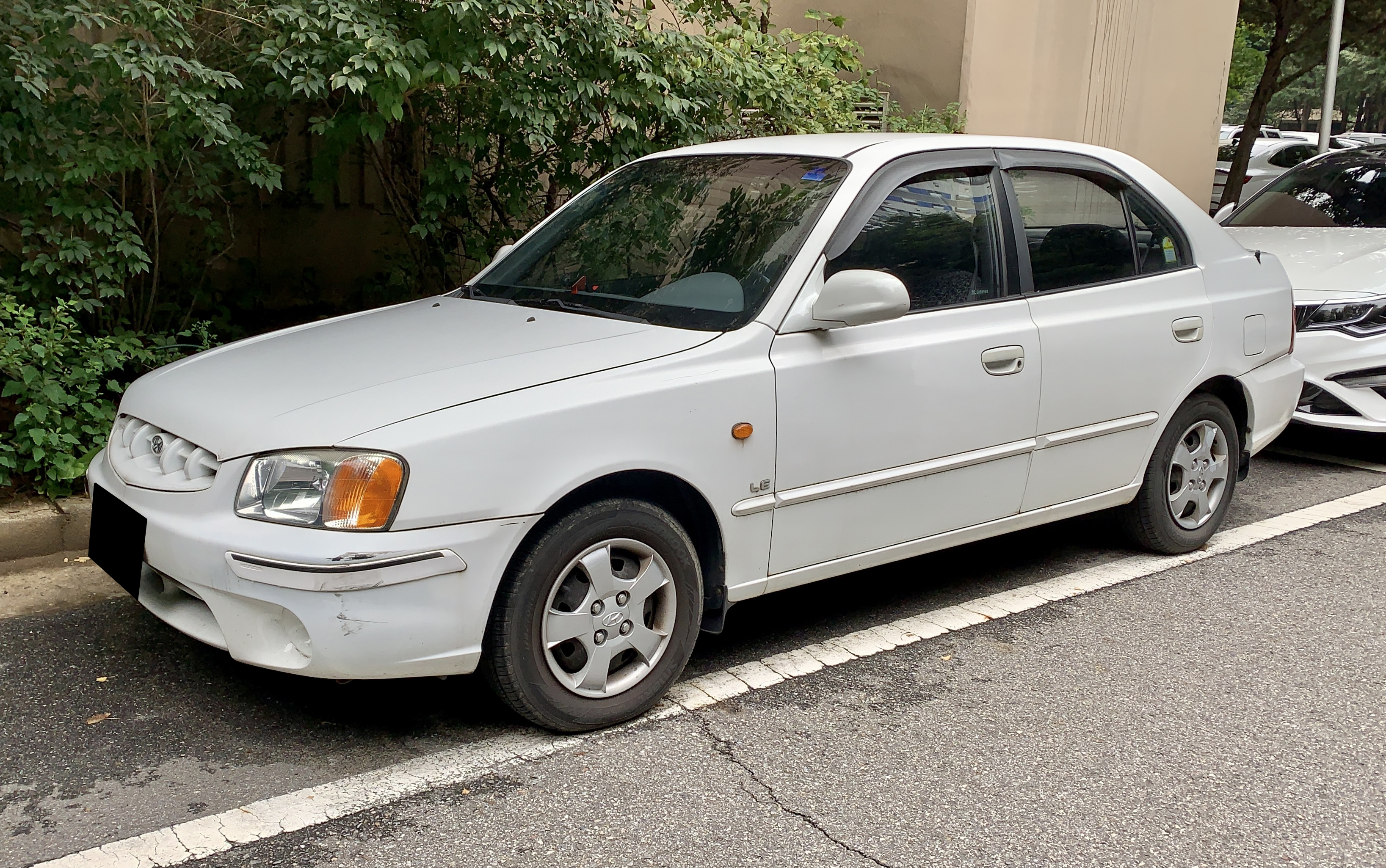
현대 베르나 센스 (5도어) 정측면
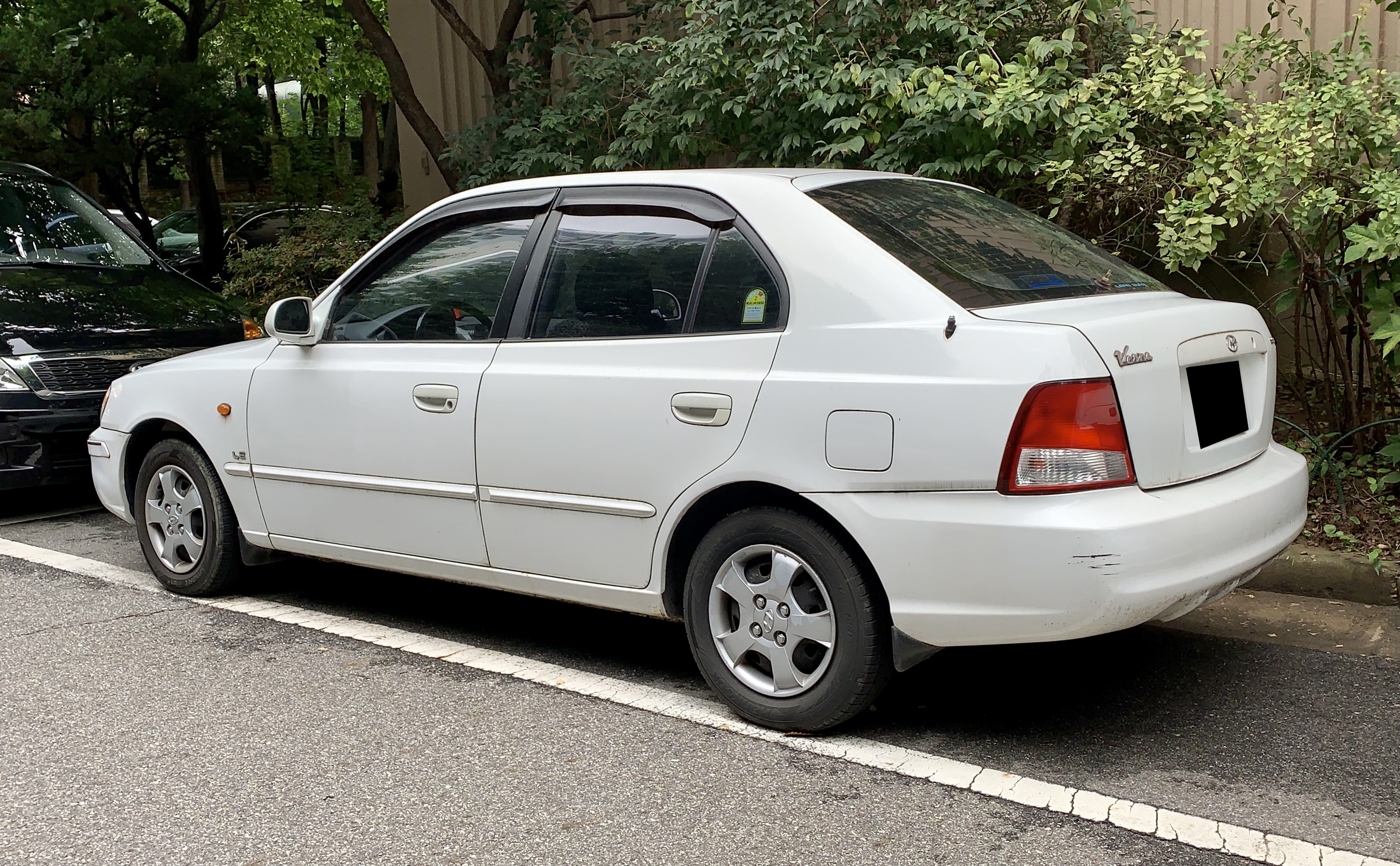
현대 베르나 센스 (5도어) 후측면
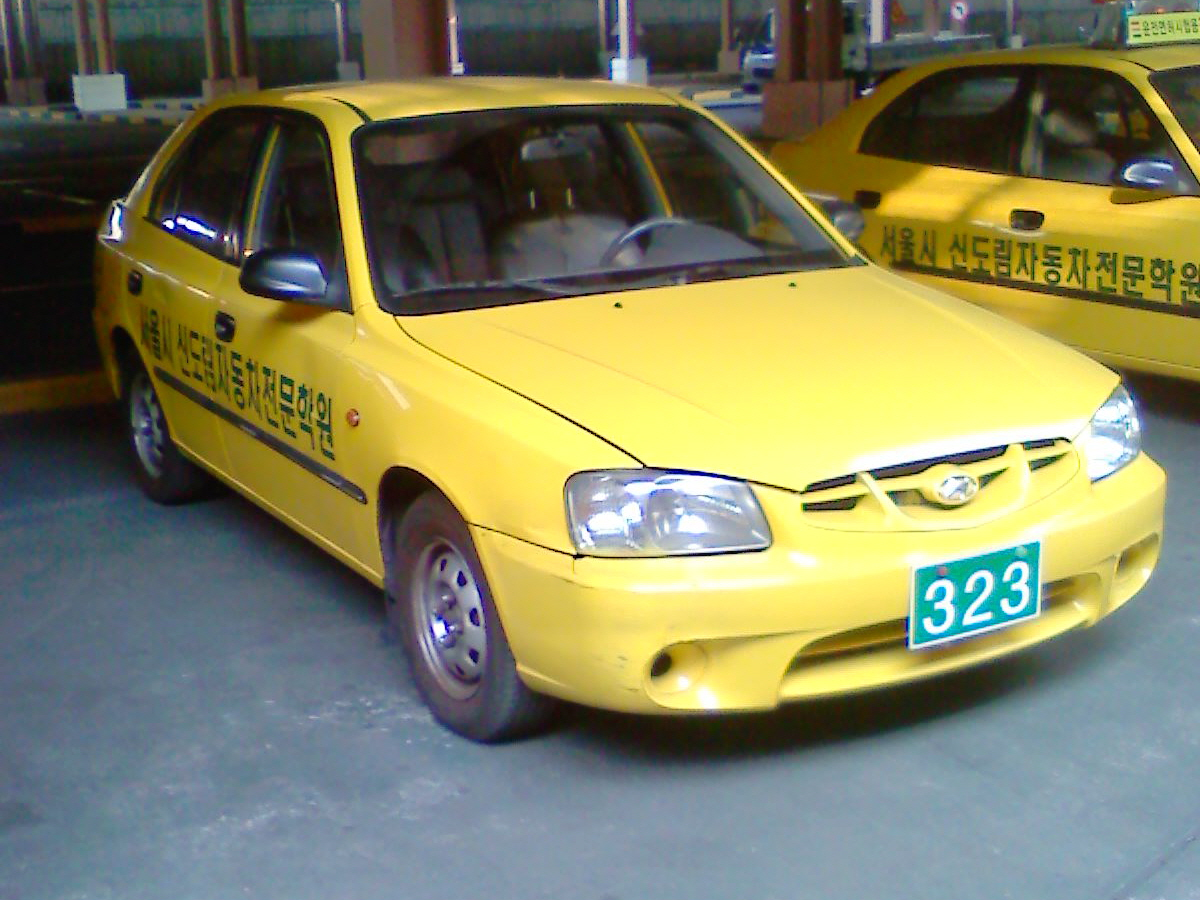
현대 베르나 센스 (5도어) 운전 교습 정측면

- 전장(mm) : 4,235(4도어)/4,200(3도어 스포티)/4,200(5도어 센스)
- 전폭(mm) : 1,670
- 전고(mm) : 1,395
- 축거(mm) : 2,440
- 윤거(전, mm) : 1,435
- 윤거(후, mm) : 1,425
- 승차정원 : 5명
- 변속기 : 수동 5단/자동 4단
- 구동형식 : 전륜 구동

| 구분                | 1.3 SOHC               | 1.5 SOHC                              | 1.5 린번                          | 1.5 DOHC 터보                         |
| ------------------- | ---------------------- | ------------------------------------- | --------------------------------- | ------------------------------------- |
| 연료                | 가솔린                 | 가솔린                                | 가솔린                            | 가솔린                                |
| 배기량(cc)          | 1,341                  | 1,495                                 | 1,495                             | 1,495                                 |
| 최고출력(ps/rpm)    | 85/5,500               | 96/5,500 (이후 91/5,500으로 변경)     | 95/5,500 (이후 97/5,800으로 변경) | 129/5,800 (이후 102/5,800으로 변경)   |
| 최대토크(kg*m/rpm)  | 12.0/3,000             | 13.8/3,000 (이후 13.2/3,000으로 변경) | 13.6/3,000                        | 18.3/4,000 (이후 13.6/4,500으로 변경) |
| 연료 탱크 용량(L)   | 45                     | 45                                    | 45                                | 45                                    |
| 요소수 탱크 용량(L) | -                      | -                                     | -                                 | -                                     |
| 공차 중량(kg)       | 980(수동)/ 1,007(자동) | 982(수동)/ 1,009(자동)                | 1,030(수동)/ 1,057(자동)          | 1,030(수동)/ 1,060(자동)              |
| 연비(km/l)          | 17.5(수동)/ 15.3(자동) | 16.6(수동)/ 14.3(자동)                | 18.0(수동)/ 14.8(자동)            | 15.9(수동)/ 13.9(자동)                |

### 뉴 베르나(2002년7월~2005년9월)

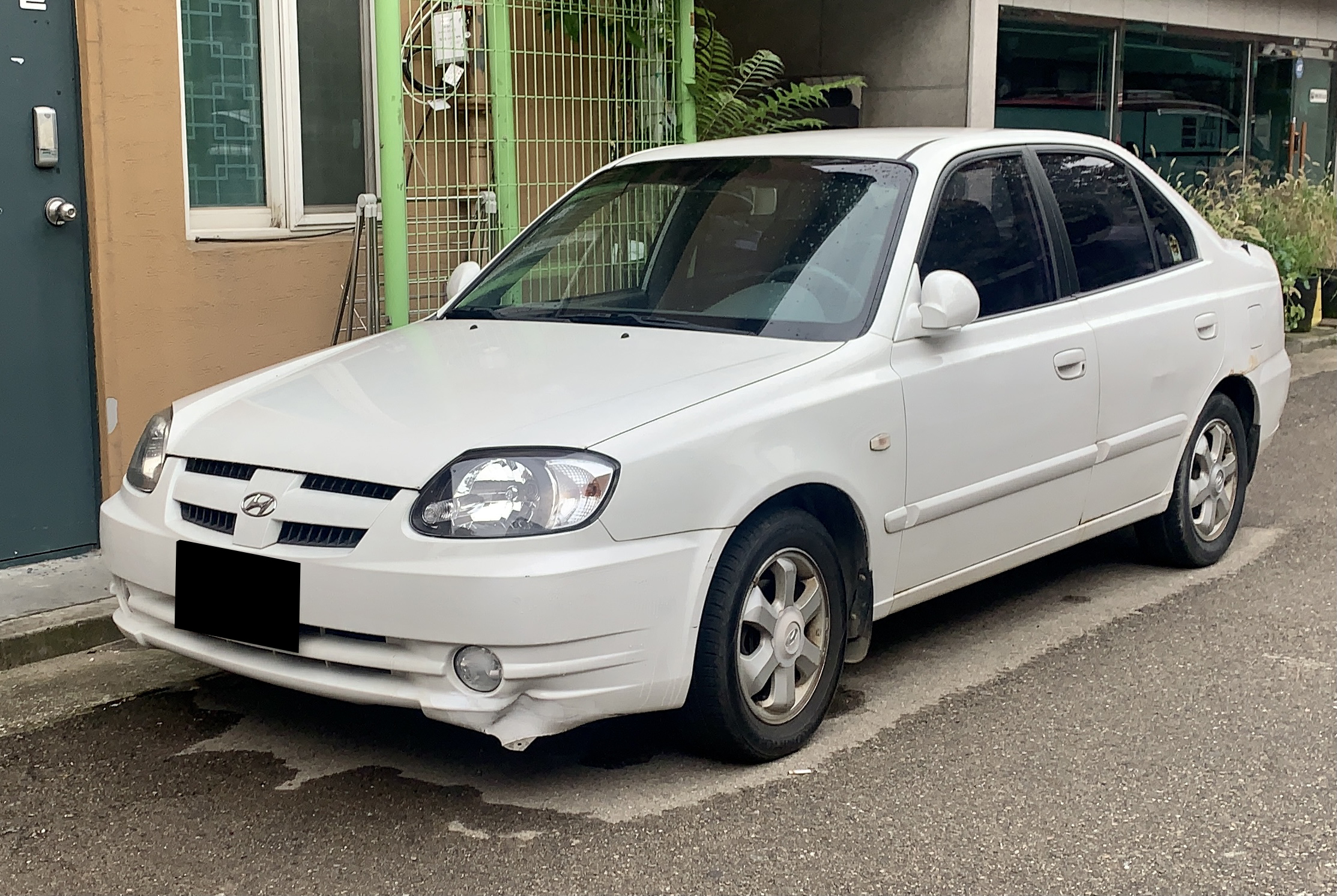
현대 뉴 베르나 (4도어) 정측면

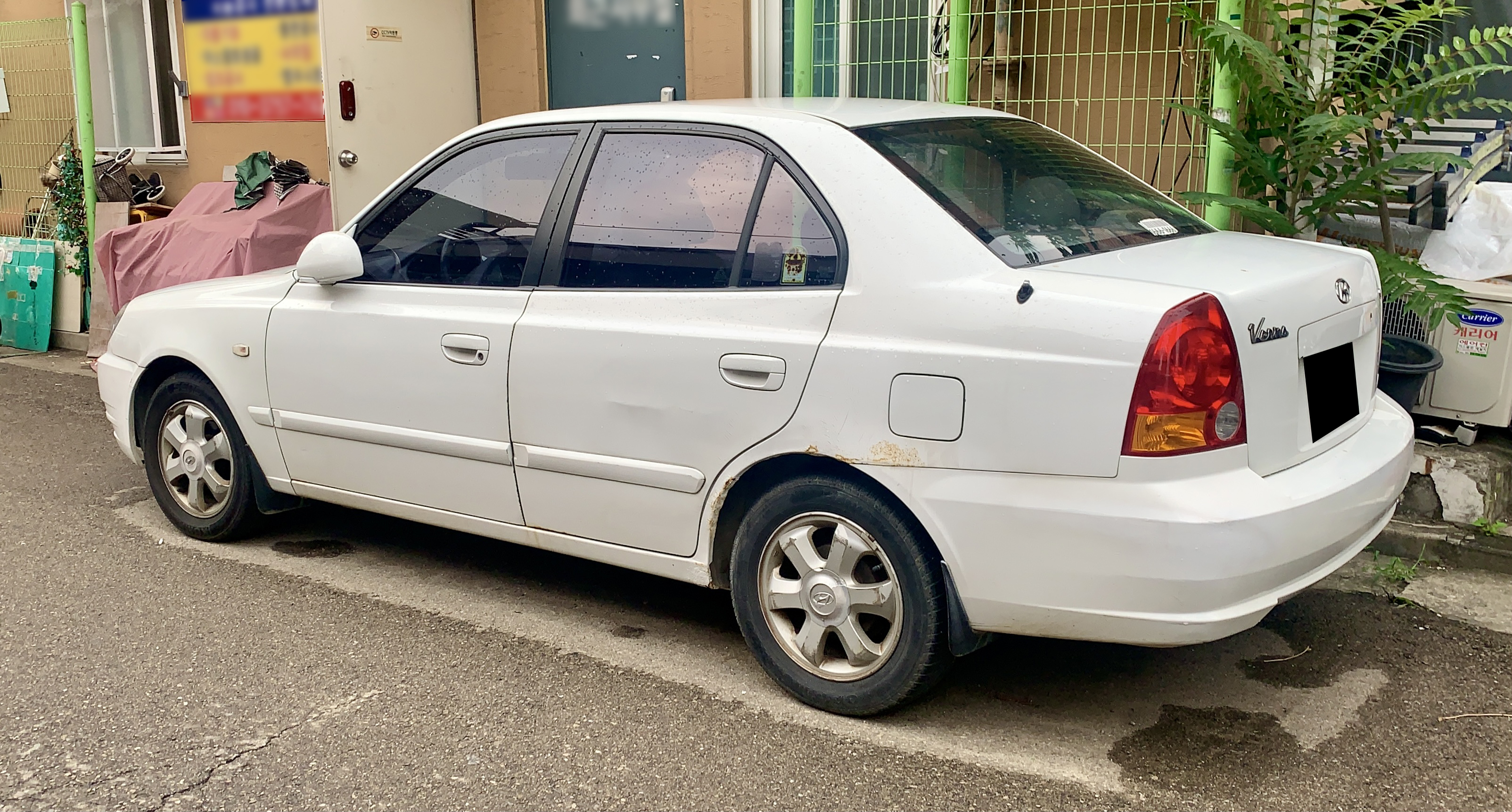
현대 뉴 베르나 (4도어) 후측면

2002년 7월 18일에는 페이스 리프트된 뉴 베르나가 선보였는데, 리어램프 중 세단 트림은 단종 된 뉴 엑셀(X2) 세단 트림, 엘란트라(J), 쏘나타Ⅲ(Y3) 등과 닮은 형상에서 상급으로 중형차종인 EF 쏘나타(EF)와 비슷한 형상으로 변경되었다. 뉴 베르나는 트립 컴퓨터와 충돌 감지 도어 잠금 해제 장치, 6:4 분할 접이식 뒷 좌석, 운전석 에어백 등이 기본 적용되었다. 그러나 소형차 시장의 위축과 어정쩡한 디자인으로 인해 인기를 끌지 못했다.

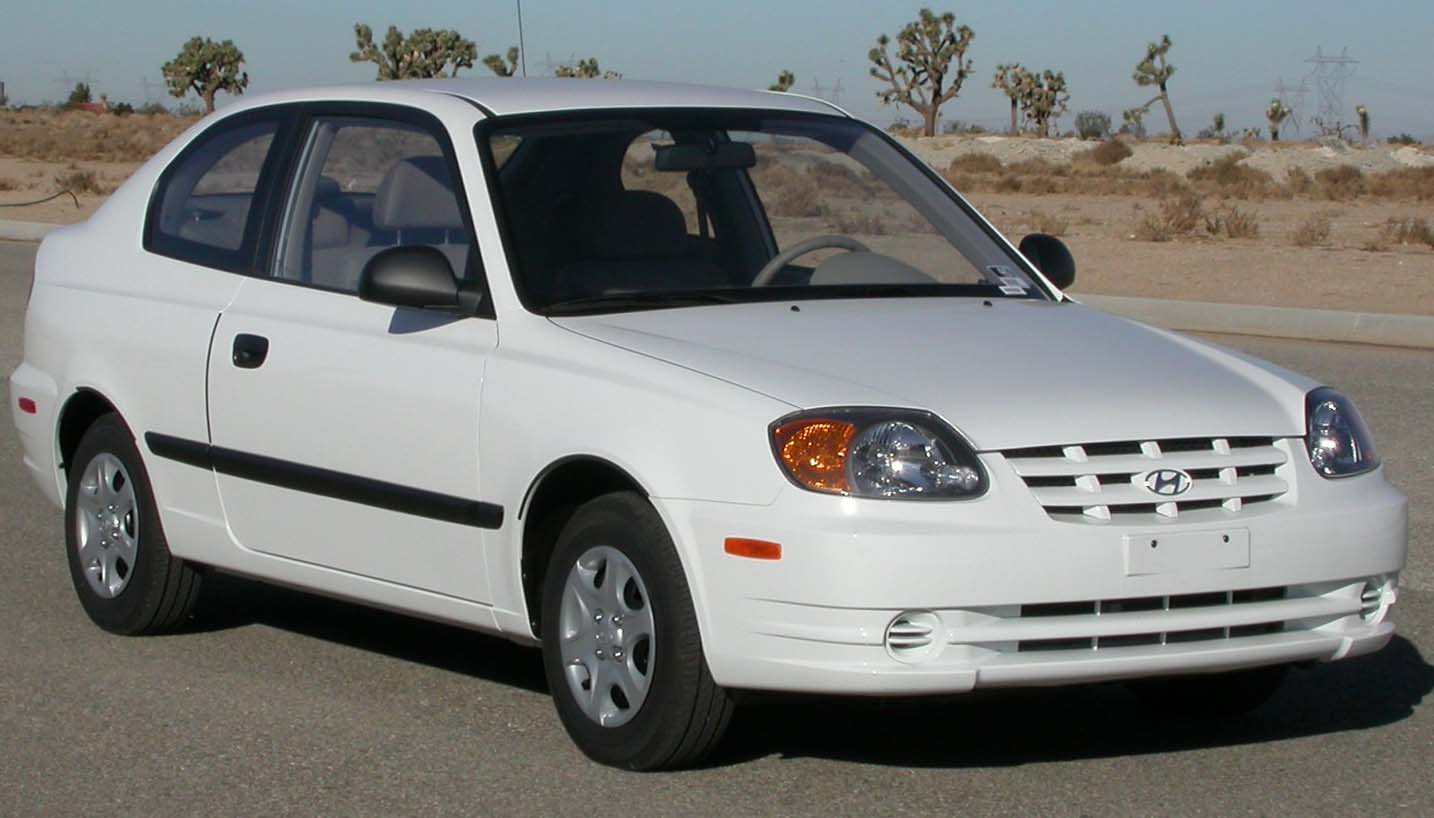
현대 뉴 베르나 스포티 (3도어) 정측면
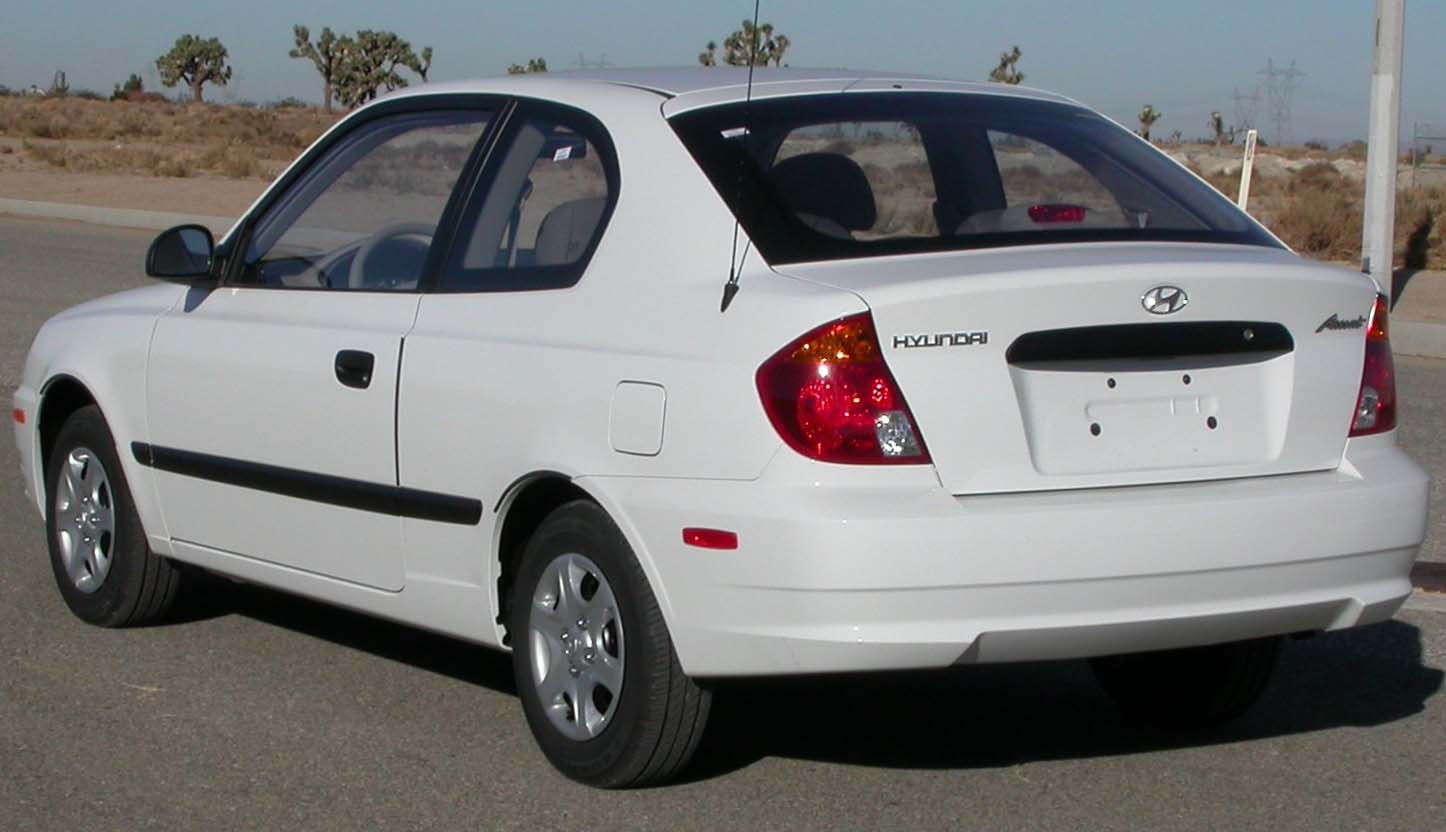
현대 뉴 베르나 스포티 (3도어) 후측면
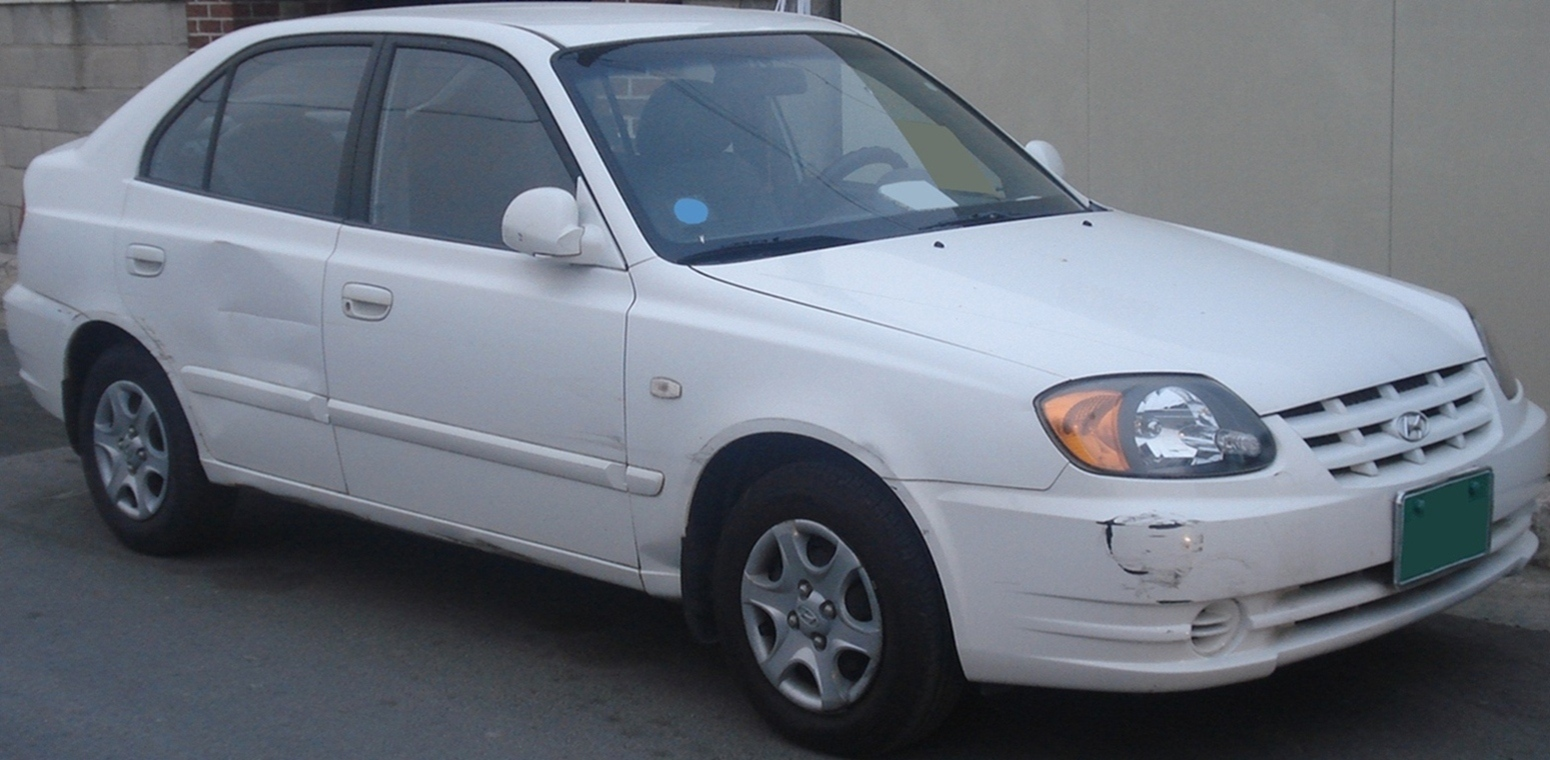
현대 뉴 베르나 센스 (5도어) 정측면
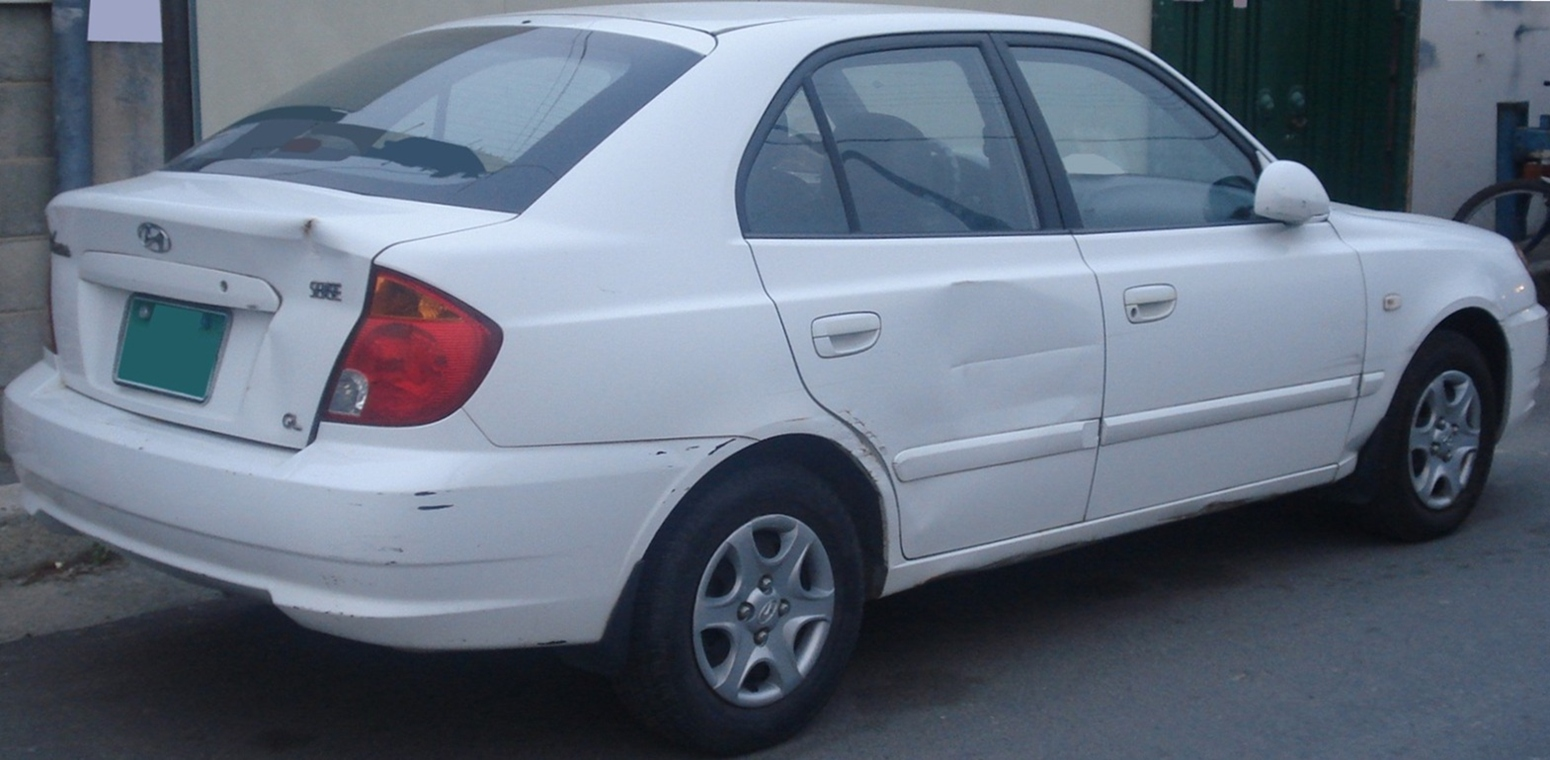
현대 뉴 베르나 센스 (5도어) 후측면

- 전장(mm) : 4,260(4도어)/4,215(3도어 스포티)/4,215(5도어 센스)
- 전폭(mm) : 1,680
- 전고(mm) : 1,395
- 축거(mm) : 2,440
- 윤거(전, mm) : 1,435
- 윤거(후, mm) : 1,425
- 승차정원 : 5명
- 변속기 : 수동 5단/자동 4단
- 구동형식 : 전륜 구동

| 구분                | 1.3 SOHC                                                                              | 1.5 SOHC                                                        | 1.5 린번                 | 1.5 DOHC                                                          |
| ------------------- | ------------------------------------------------------------------------------------- | --------------------------------------------------------------- | ------------------------ | ----------------------------------------------------------------- |
| 연료                | 가솔린                                                                                | 가솔린                                                          | 가솔린                   | 가솔린                                                            |
| 배기량(cc)          | 1,341                                                                                 | 1,495                                                           | 1,495                    | 1,495                                                             |
| 최고출력(ps/rpm)    | 85/5,500                                                                              | 91/5,500                                                        | 97/5,800                 | 102/5,800 (이후 107/6,000으로 변경)                               |
| 최대토크(kg*m/rpm)  | 12.0/3,000                                                                            | 13.2/3,000                                                      | 13.6/3,000               | 13.6/3,000 (이후 13.8/4,500으로 변경)                             |
| 연료 탱크 용량(L)   | 45                                                                                    | 45                                                              | 45                       | 45                                                                |
| 요소수 탱크 용량(L) | -                                                                                     | -                                                               | -                        | -                                                                 |
| 공차 중량(kg)       | 980(수동)/ 1,007(자동) (이후 1,044(수동)/ 1,069(자동)으로 변경)                       | 982(수동)/ 1,009(자동) (이후 1,044(수동)/ 1,069(자동)으로 변경) | 1,030(수동)/ 1,057(자동) | 1,030(수동)/ 1,060(자동) (이후 1,049(수동)/ 1,074(자동)으로 변경) |
| 연비(km/l)          | 17.5(수동)/ 15.3(자동) (이후 15.2(수동)/ 12.2(자동), 16.2(수동)/ 13.0(자동)으로 변경) | 16.6(수동)/ 14.3(자동) (이후 14.8(수동)/ 11.9(자동)으로 변경)   | 18.0(수동)/ 14.8(자동)   | 15.9(수동)/ 13.9(자동) (이후 14.6(수동)/ 12.3(자동)으로 변경)     |

## 2세대(MC) (기아 프라이드(2세대 모델)와 형제차)

### 베르나(2005년9월~2009년6월)

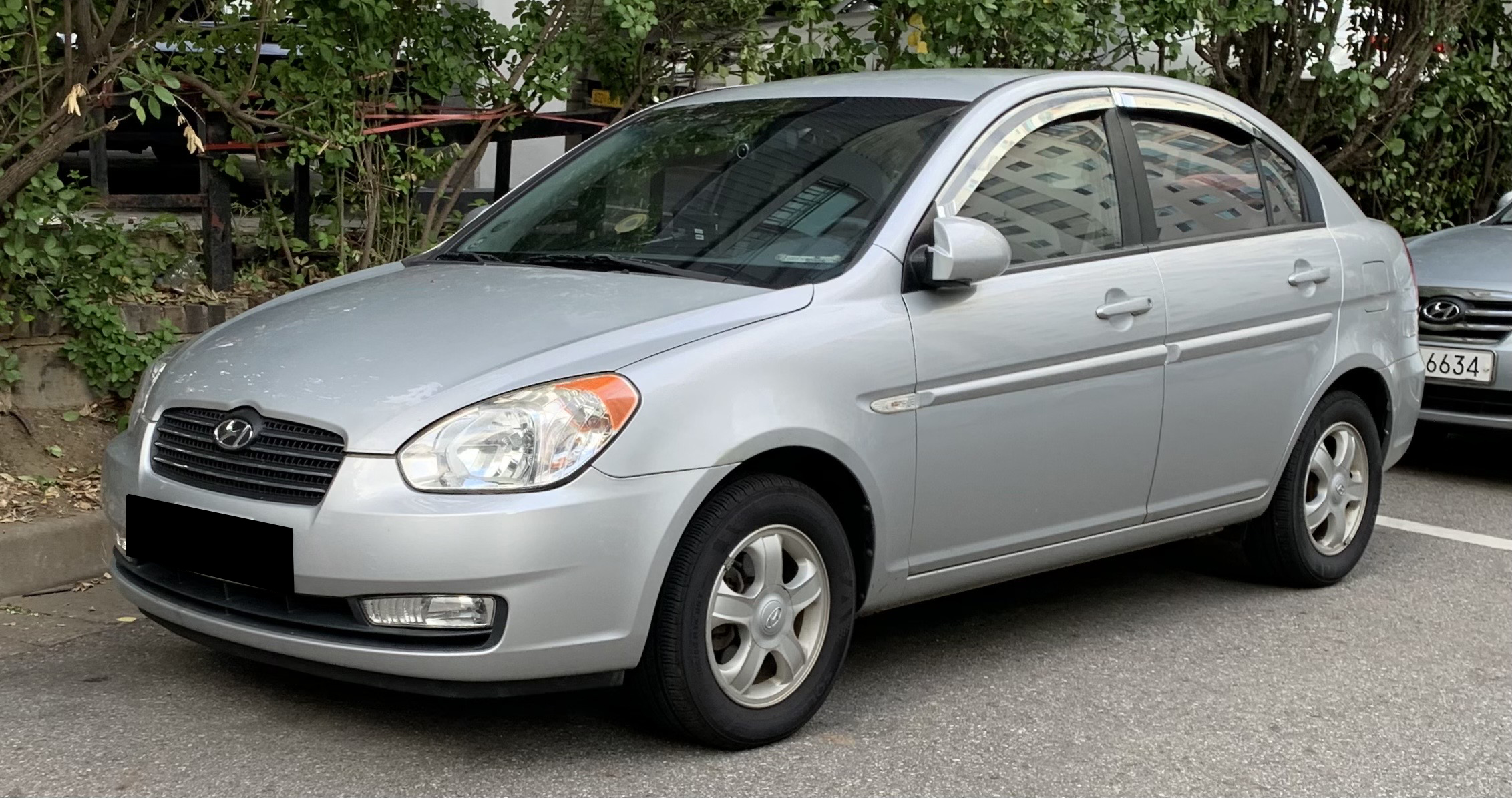
현대 베르나 (세단) 정측면

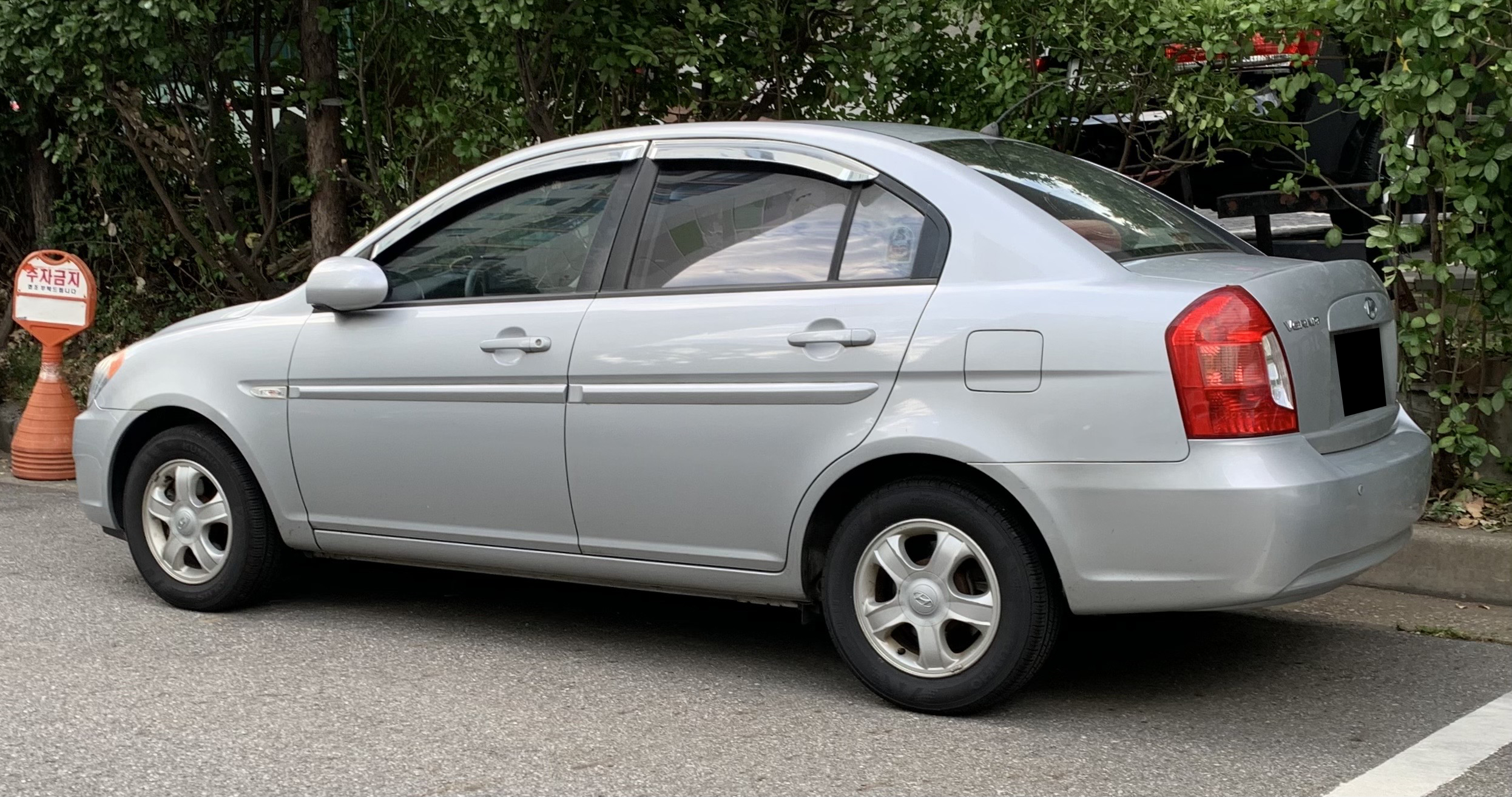
현대 베르나 (세단) 후측면

풀 체인지를 거친 2세대 베르나는 2005년 9월 14일에 발표되었으며, 2006년 4월 7일에는 3도어 해치백인 베르나 스포티가 출시되었다. 클릭과 기아 프라이드(2세대)의 5도어 해치백과의 판매 간섭을 피하기 위해 5도어 해치백은 출시되지 않았고, 반대로 기아 프라이드(JB)는 3도어 해치백을 출시하지 않았다. 베르나 스포티의 리어램프는 단종 차량 중 뉴 엑셀(X2) 세단 트림, 베르나(LC) 세단 트림, 엘란트라(J), 쏘나타Ⅲ(Y3) 등과 비슷한 형상이다. 멕시코에서는 닷지 브랜드의 애티튜드라는 차명으로 판매되었다. 북미 시장에는 세단이 2006년 3월 25일에, 해치백은 같은 해 9월 1일에 출시되었다.
클릭과 더불어 정부 산하의 공공기관 등에 관용차 용도로 납품된 하이브리드 버전도 존재한다. 마일드 하이브리드였으며, 변속기는 CVT가 장착되었다. 민수 시장에는 판매되지 않았다.

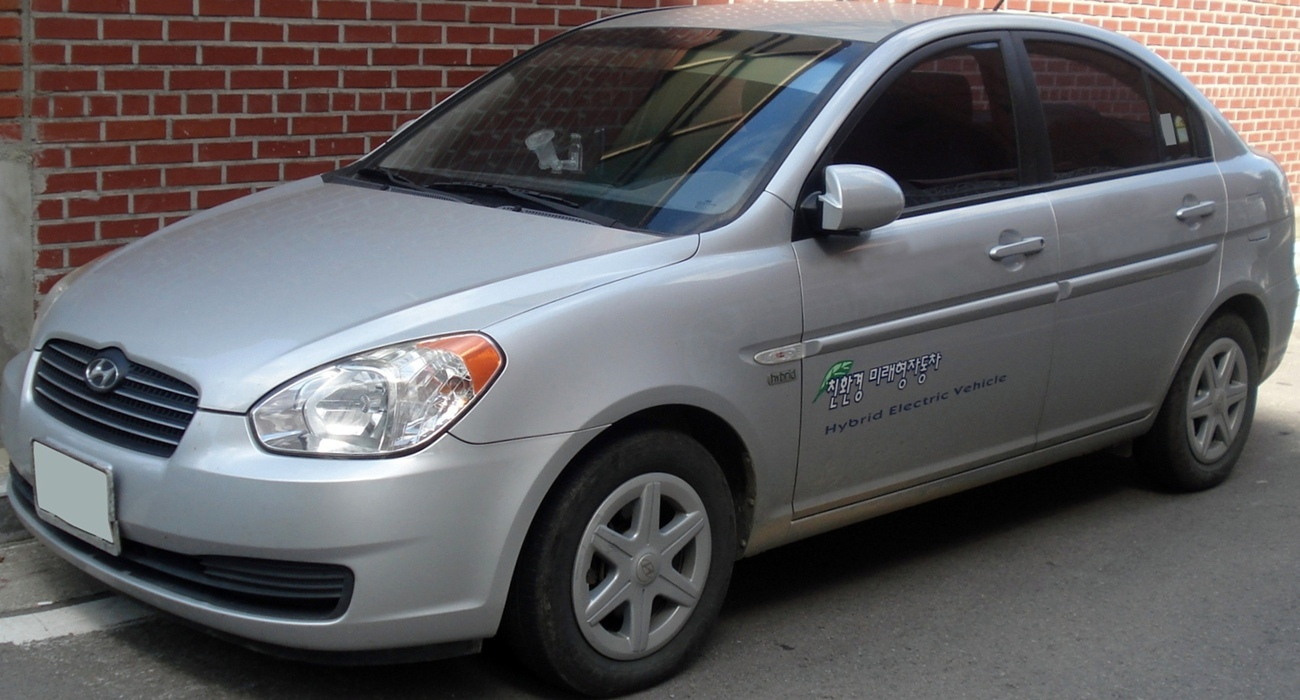
현대 베르나 하이브리드 정측면
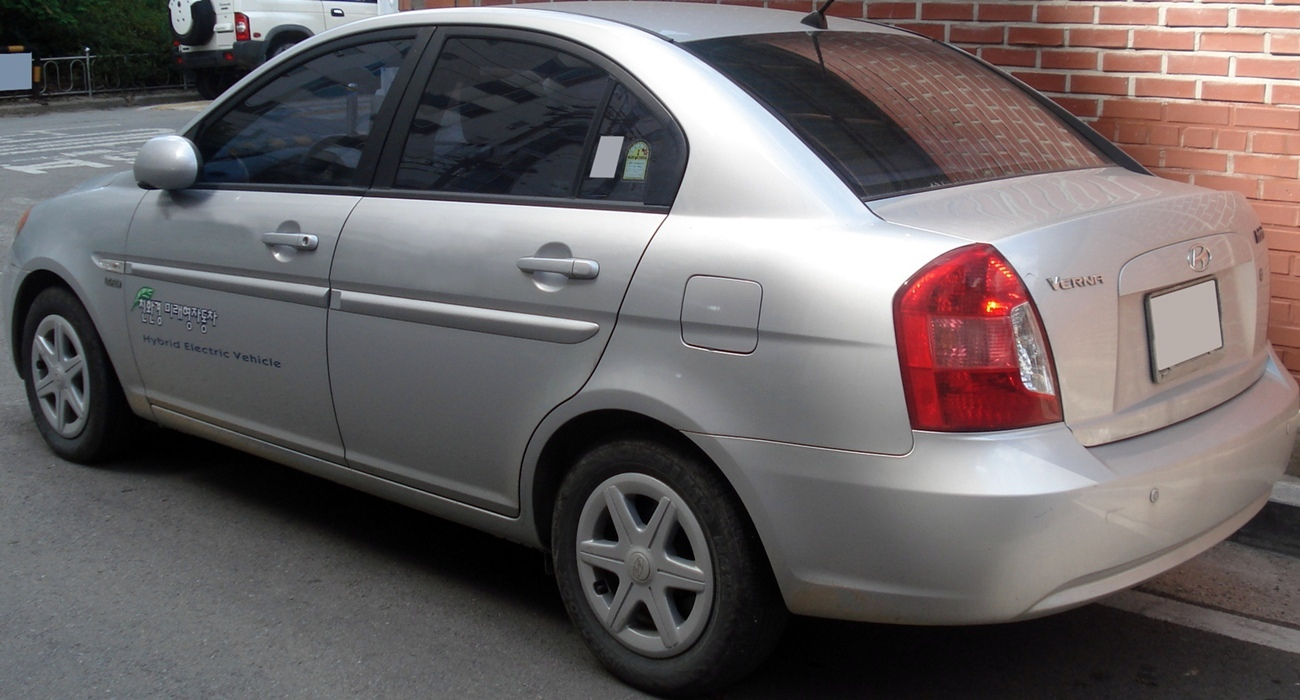
현대 베르나 하이브리드 후측면
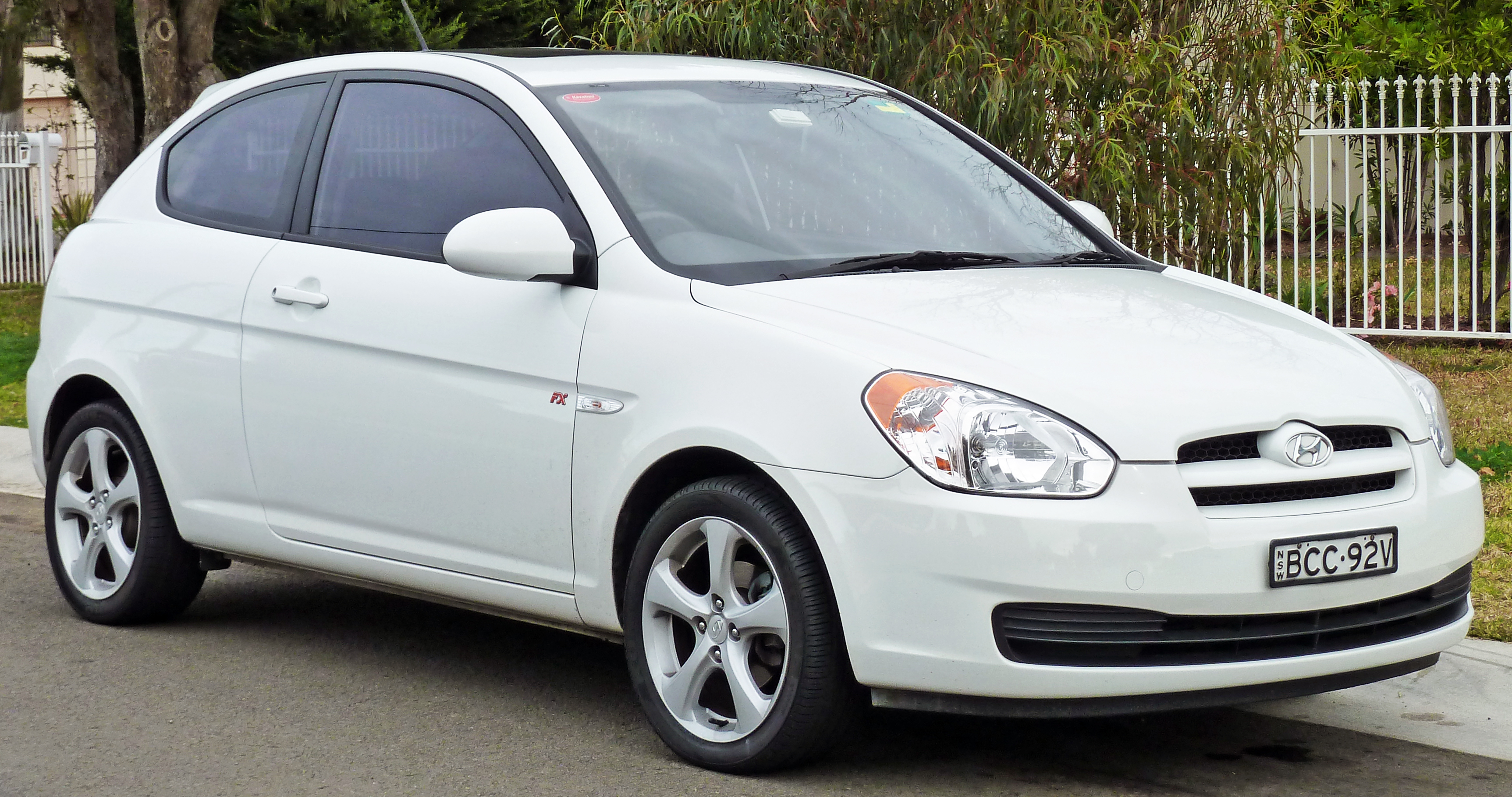
현대 베르나 (해치백) 정측면
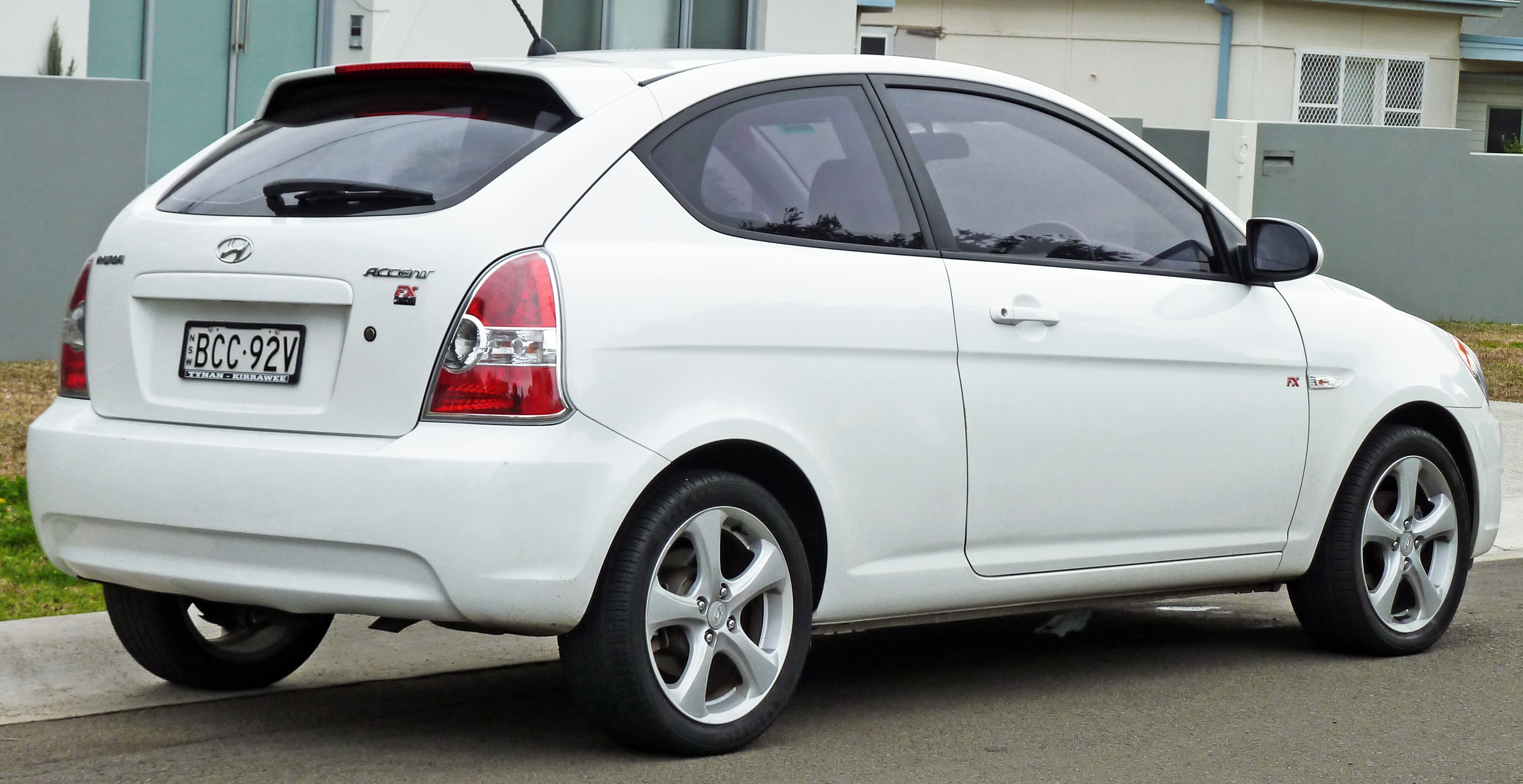
현대 베르나 (해치백) 후측면

- 전장(mm) : 4,280(4도어)/4,045(3도어 스포티)
- 전폭(mm) : 1,695
- 전고(mm) : 1,470
- 축거(mm) : 2,500
- 윤거(전, mm) : 1,485(R14)/1,470(R15)
- 윤거(후, mm) : 1,475(R14)/1,460(R15)
- 승차정원 : 5명
- 변속기 : 수동 5단/자동 4단
- 구동형식 : 전륜구동

| 구분                | 1.4 알파                 | 1.6 알파 II                                        | 1.5 D VGT                |    |
| ------------------- | ------------------------ | -------------------------------------------------- | ------------------------ | -- |
| 엔진 형식           | G4EE                     | G4ED                                               | D4FA                     |    |
| 연료                | 가솔린                   | 가솔린                                             | 디젤                     |    |
| 배기량(cc)          | 1,399                    | 1,599                                              | 1,493                    |    |
| 최고출력(ps/rpm)    | 95/6,000                 | 112/6,000                                          | 112/4,000                |    |
| 최대토크(kg*m/rpm)  | 12.7/4,700               | 14.8/4,500                                         | 24.5/2,000               |    |
| 연료 탱크 용량(L)   | 45                       | 45                                                 | 45                       | 45 |
| 요소수 탱크 용량(L) | -                        | -                                                  | -                        | -  |
| 공차 중량(kg)       | 1,073(수동)/ 1,095(자동) | 1,132(수동)/ 1,132(자동), 1,071(수동)/ 1,093(자동) | 1,148(수동)/ 1,159(자동) |    |
| 연비(km/l)          | 15.6(수동)/ 13.3(자동)   | 14.9(수동)/ 13.2(자동)                             | 20.6(수동)/ 17.4(자동)   |    |
| Co2 배출량(g/km)    | 150(수동)/ 176(자동)     | 157(수동)/ 177(자동)                               | 129(수동)/ 152(자동)     |    |

### 베르나 트랜스폼(2009년6월~2010년11월)

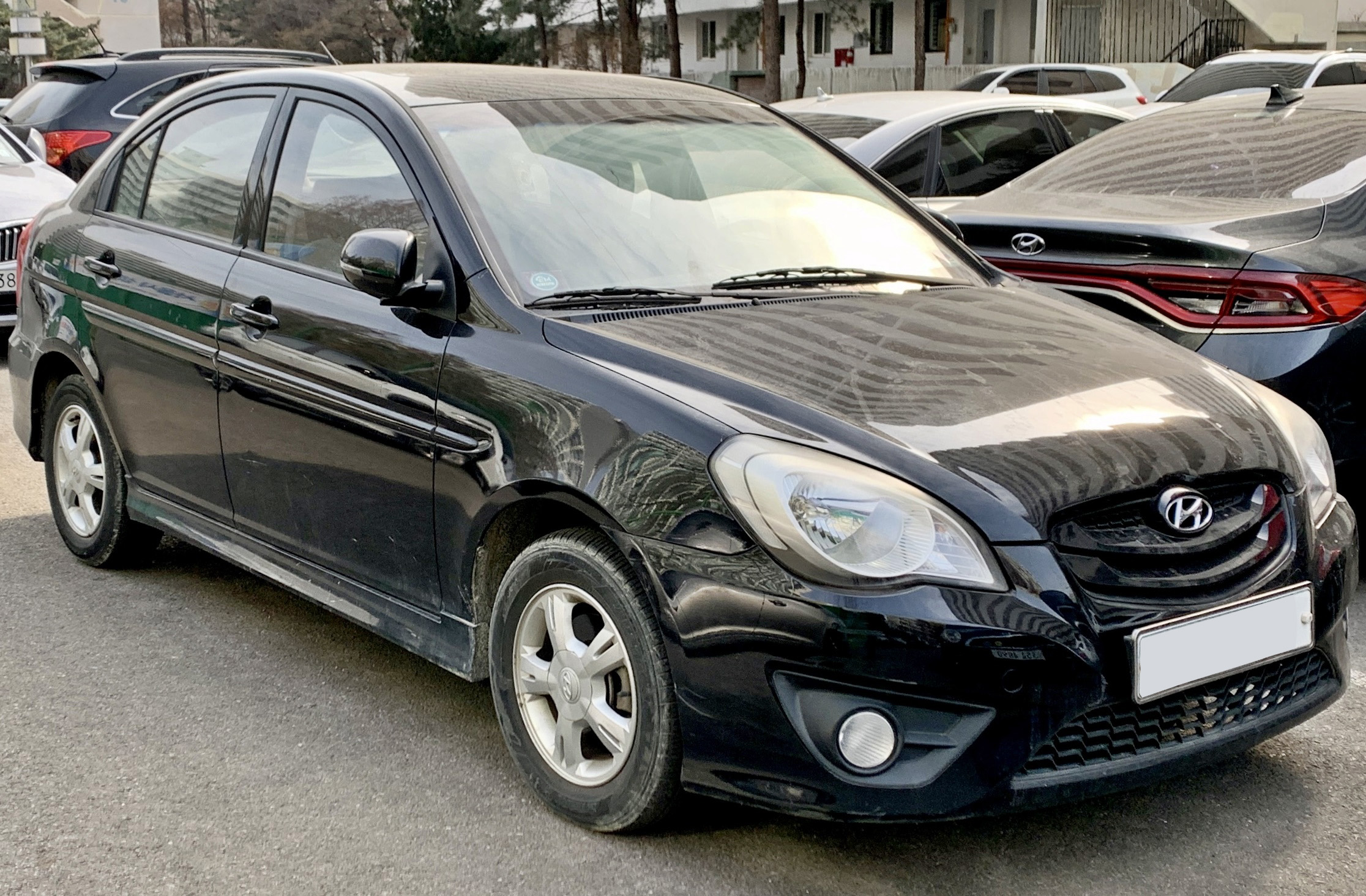
현대 베르나 트랜스폼 정측면

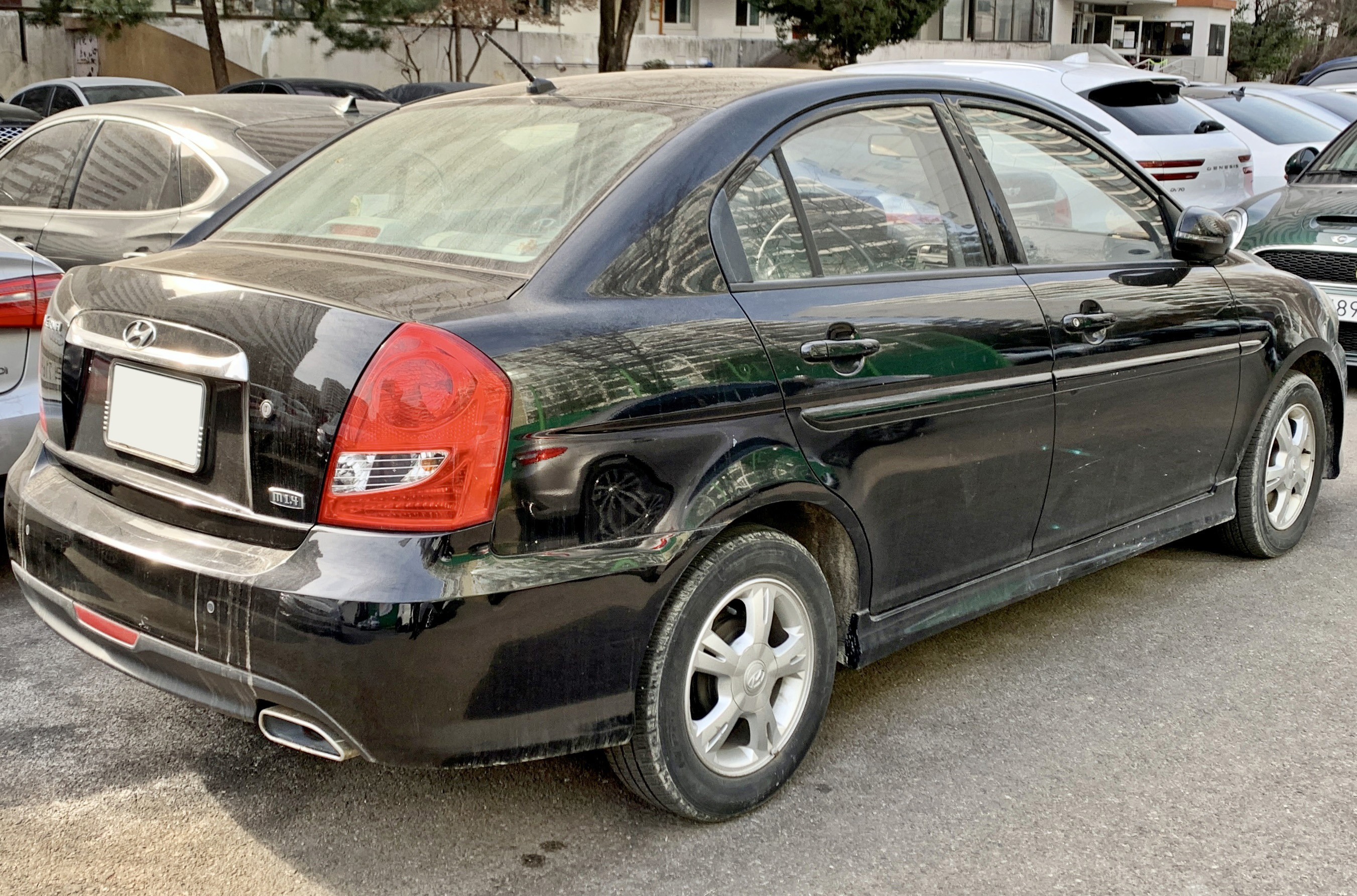
현대 베르나 트랜스폼 후측면

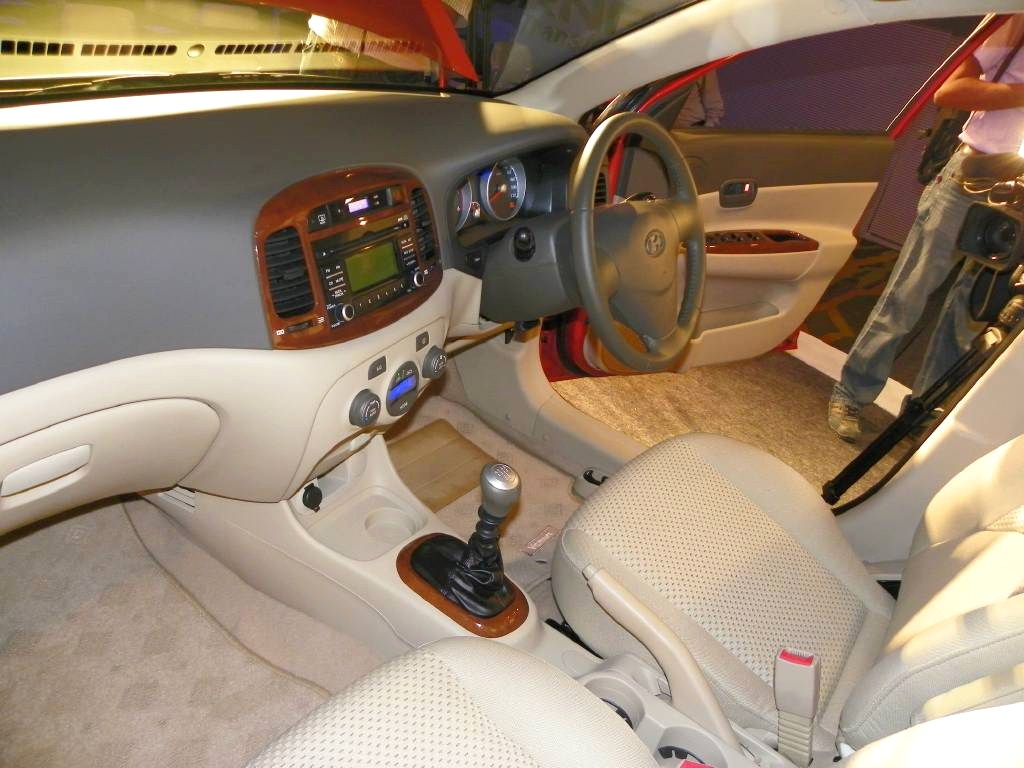
현대 베르나 트랜스폼 실내

4도어 세단은 2009년 6월 4일에 페이스 리프트를 거쳐 트랜스폼이라는 서브 네임까지 더해졌다. 베르나 트랜스폼은 사이드 리피터 일체형 아웃 사이드 미러, 노출형 싱글 머플러, 푸른색 조명 등이 적용되었고, 연비도 기존보다 개선되었다. 그러나 곤충을 연상시키는 디자인으로 인해 큰 인기를 끌지 못했다. 결국 저조한 판매 실적으로 인해 17개월 만인 2010년 11월에 3도어 해치백인 베르나 스포티는 후속 차종 없이 단종되었으며, 4도어 세단 역시 내수명과 수출명의 통일성과 인지도 등을 고려하여 대한민국에서도 후속 차종은 엑센트(RB)로 환원됨에 따라 베르나는 단종됐다. 그러나 인도와 중국 등 일부 국가에서는 엑센트(RB)가 베르나로 수출된다.
- 전장(mm) : 4,300(4도어)/4,045(3도어 스포티)
- 전폭(mm) : 1,695
- 전고(mm) : 1,470
- 축거(mm) : 2,500
- 윤거(전, mm) : 1,485(R14)/1,470(R15)
- 윤거(후, mm) : 1,475(R14)/1,460(R15)
- 승차정원 : 5명
- 변속기 : 수동 5단/자동 4단
- 구동형식 : 전륜 구동

| 엔진 형식           | G4EE                     | G4ED                                               | D4FA                     |    |            |       |       |       |
| 연료                | 휘발유                   | 휘발유                                             | 경유                     |    | 배기량(cc) | 1,399 | 1,599 | 1,493 |
| 최고출력(ps/rpm)    | 95/6,000                 | 112/6,000                                          | 112/4,000                |    |            |       |       |       |
| 최대토크(kg*m/rpm)  | 12.7/4,700               | 14.8/4,500                                         | 24.5/2,000               |    |            |       |       |       |
| 연료 탱크 용량(L)   | 45                       | 45                                                 | 45                       | 45 |            |       |       |       |
| 요소수 탱크 용량(L) | -                        | -                                                  | -                        | -  |            |       |       |       |
| 공차 중량(kg)       | 1,073(수동)/ 1,095(자동) | 1,109(수동)/ 1,132(자동), 1,071(수동)/ 1,093(자동) | 1,148(수동)/ 1,159(자동) |    |            |       |       |       |
| 연비(km/l)          | 17.0(수동)/ 15.1(자동)   | 17.0(수동)/ 15.1(자동)                             | 22.0(수동)/ 18.3(자동)   |    |            |       |       |       |
| Co2 배출량(g/km)    | 138(수동)/ 155(자동)     | 138(수동)/ 155(자동)                               | 122(수동)/ 147(자동)     |    |            |       |       |       |

## 역대 슬로건

### 1세대(LC)
- 나와 내 가족의 첫 차 (베르나 LC)
- Think Family (베르나 LC)
- 첫차라면 누구나 (베르나 LC)

### 2세대(MC)
- 내 마음의 첫 번째 차 (베르나 MC)

## 바디 타입

### 1세대(LC)
베르나
- 베르나(4도어)
- 베르나 센스(5도어)
- 베르나 스포티(3도어)

뉴 베르나
- 뉴 베르나(4도어)
- 뉴 베르나 센스(5도어)
- 뉴 베르나 스포티(3도어)

### 2세대(MC)
베르나
- 베르나(4도어)
- 베르나 스포티(3도어)

베르나 트랜스폼
- 베르나 트랜스폼(4도어)
- 베르나 스포티(3도어)